# لولو دیواین
لولو دیواین (انگلیسی: Lulu Devine؛ زادهٔ ۱۷ نوامبر ۱۹۵۵) بازیگر فیلم پورنوگرافی اهل ایالات متحده آمریکا است.